# Năpradea
Năpradea è un comune della Romania di 2 934 abitanti, ubicato nel distretto di Sălaj, nella regione storica della Transilvania. 
Il comune è formato dall'unione di 5 villaggi: Cheud, Năpradea, Someș-Guruslău, Traniș, Vădurele.